# Татишвили, Нана Николаевна
На́на Никола́евна Татишви́ли (18 января 1985, Челябинск) — российская актриса, художник, певица.
В 2008 году окончила Российскую Академию Театрального Искусства (курс профессора А. А. Бармака).
Окончила Школу актерского мастерства по методу Тадаси Судзуки в театральном центре Granship (Япония, Сидзуока).
Лауреат первой премии в номинации «Оперный вокал» на международном конкурсе "Le Paon Lumineux" (2006). Лауреат всероссийского конкурсаРомансиада. С 2006 по 2010 — актриса Театра на Таганке , с 2008 года по настоящее время — Театральной компании SCOT японского режиссёра Тадаси Судзуки.
Исполнительница роли Электры в постановке Т. Судзуки в составе российской, японской и корейской труппы. Исполнительница главных ролей в культовых спектаклях Судзуки «Король Лир», «Сирано де Бержерак», «Приветствие с края света», «Гора Кати-Кати». Единственный в России преподаватель метода подготовки актеров Тадаси Судзуки.
В 2022 — режиссер-постановщик и исполнитель «Античного Перформанса» для ГМИИ им. А. С. Пушкина.
2023 — режиссер-постановщик и художник по костюмам перформативного концерта «Русский Восток» Зарядье, Александринский театр /Москва, Санкт-Петербург/
Художник-график. Работы находятся в частных коллекциях и в собрании фонда современного искусства Benetton Foundation (Италия).
Художник-керамист. Автор самой большой авторской расписанной керамической тарелки в мире «Нингё 1.52» (создана в рамках проекта галереи современной авторской керамики «573»).

## Выставки
2015 — «Отрывки.30» в галерее Artstory (Москва)
2018 — «20 японских стихотворений» в пространстве Studio 77 (Москва)
2019 — «Публичное одиночество» в Доме-музее Марины Цветаевой (Москва)
2021 — «Грузинский алфавит» в Арт-кафе «Гоген» (Москва);  IART Gallery (Грузия, Тбилиси); Палаццо Рафаэля (Италия, Урбино)
2021–2022 — «Саят Нова. Акустика и Графика» в Доме-Музей С. Параджанова (Армения, Ереван); Новая Сцена Александринского театра (Санкт-Петербург)
2023 — «Приключения голландской плитки» Музей архитектурной художественной керамики «Керамарх», Голландское Посольство (Москва, ВДНХ)
2024 — «Предлагаемые обстоятельства» в Доме-музее Марины Цветаевой (кураторы Элина Гритчина, Анастасия Долгова)
2024 — «Коллажи из Тоги. Посвящение Сергею Параджанову» в Музее «Тапан» (куратор Анастасия Долгова)